# Carl Erich Steiner
Carl Erich Steiner (* 9. Mai 1920 in Wien; † 13. März 1971) war ein österreichischer Fußballschiedsrichter.

## Sportlicher Werdegang
Steiner gehörte in der Nachkriegszeit nach dem Zweiten Weltkrieg zu den renommiertesten Schiedsrichtern Österreichs und repräsentierte das Land als einer der ersten wieder als internationaler Schiedsrichter. So war er mit gerade einmal 32 Jahren für die Olympischen Sommerspiele 1952 nominiert, wo er als Linienrichter vier Einsätze verbuchen konnte. Bei der Weltmeisterschaftsendrunde 1954 kam er zweimal als Hauptschiedsrichter zum Einsatz, unter anderem leitete er dabei das Viertelfinalspiel zwischen dem amtierenden Weltmeister Uruguay und England. Vier Jahre später war Fritz Seipelt für das Endrundenturnier vorgesehen, ehe Steiner bei der Weltmeisterschaftsendrunde 1962 erneut nominiert wurde. Dieses Mal kam er jedoch nur zu einem Gruppenspieleinsatz, beim Auftaktspiel für die spanische sowie tschechoslowakischen Auswahlmannschaften stand er auf dem Platz.
Nachdem Steiner zuvor schon im Europapokal der Landesmeister eingesetzt worden war, oblag ihm im Europapokal der Pokalsieger bei der ersten Ausgabe 1960/61 – seinerzeit noch inoffiziell, im folgenden Jahr aber von der UEFA rückwirkend anerkannt – die Leitung des ersten Finalhinspiels zwischen Glasgow Rangers und AC Florenz.